# Euphorbia feddemae
Euphorbia feddemae är en törelväxtart som beskrevs av Mcvaugh. Euphorbia feddemae ingår i släktet törlar, och familjen törelväxter. Inga underarter finns listade i Catalogue of Life.